# قانون لیبی زیون
بخش ۴۰۵ مقررات دپارتمان بهداشت ایالت نیویورک که با عنوان قانون لیبی زیون (به انگلیسی: Libby Zion Law) نیز شناخته می‌شود، مقرراتی است که میزان کار رزیدنت‌های پزشکی در بیمارستان‌های ایالت نیویورک را به حدود ۸۰ ساعت در هفته محدود می‌کند. این قانون به افتخار خانم لیبی زیون (نوامبر ۱۹۶۵–۵ مارس ۱۹۸۴) نام‌گذاری شده‌است. او در سال ۱۹۸۴ در سن ۱۸ سالگی به دلیل آنچه پدرش آن را خستگی کاری رزیدنت‌ها و کارورزان پزشکی نامیده‌است درگذشت. در ژوئیه ۲۰۰۳، شورای اعتباربخشی تحصیلات تکمیلی پزشکی آمریکا مقررات مشابهی را برای تمام موسسات آموزش پزشکی معتبر در سراسر ایالات متحده تصویب کرد.
اگرچه در دادرسی‌های قانونی و مدنی شواهد متناقضی در مورد مرگ خانم زیون یافت شد اما امروزه به‌طور گسترده اعتقاد بر این است که مرگ او به دلیل سندرم سروتونین ناشی از تداخل دارویی بین داروی فنلزین (که او قبل از مراجعه به بیمارستان مصرف می‌کرد) و داروی پتیدین (تجویز شده توسط رزیدنت پزشکی) بوده‌است. تحقیقات قضایی پس از مرگ او و پیامدهای آن بر شرایط کاری و آموزشی کارورزان و رزیدنت‌های پزشکی به‌طور گسترده‌ای در رسانه‌های عمومی و مجلات پزشکی بازتاب یافت.

## شرح مرگ لیبی زیون
لیبی زیون از طریق اتاق اورژانس توسط رزیدنت اورژانس در شب چهارم مارس در بیمارستان بستری شده بود. دکتر ریموند شرمن، پزشک خانواده زیون، با برنامه درمانی رزیدنت مبنی شروع سرم تراپی همراه با بستری شدن لیبی در اورژانس موافقت کرد. لیبی به دو رزیدنت سپرده شد. دکتر واینستین، اینترن بالینی (PGY-1) و دکتر استون، پزشک رزیدنت سال یک (PGY-2)، نتوانستند علت بیماری خانم زیون را تعیین کنند اگرچه دکتر استون با تردید گفت که وضعیت او ممکن است واکنش بیش از حد به یک بیماری ساده باشد. پس از مشورت با پزشک خانواده آنها یعنی دکتر شرمن، این دو نفر داروی پتیدین (مپریدین) را برای کنترل «حرکات تند» (jerk motions) که زیون در زمان بستری شدنش نشان می‌داد تجویز کردند.
دکتر واینستین و دکتر استون هر دو مسئول پوشش ده‌ها بیمار دیگر بودند. پس از ارزیابی زیون، آنها او را ترک کردند. اینترن بالینی رفت تا بیماران دیگر را معاینه کند و رزیدنت سال یک در اتاقی در ساختمان مجاور به خواب رفت. با این حال، زیون بهبود نیافت و همچنان آشفته تر شد. پس از تماس تلفنی توسط پرستاران، اینترن دستور داد که مهار فیزیکی برای لیبی قرار داده شود. او همچنین برای کنترل بی‌قراری داروی هالوپریدول را به صورت تلفنی تجویز کرد.
زیون سرانجام توانست به خواب برود، اما در ساعت ۶:۳۰ صبح روز پنجم ماه مارس دمای بدن او تا ۴۲ درجه سانتیگراد افزایش یافت. اینترن بالینی بار دیگر فراخوانده شد و به سرعت اقدامات لازم برای کاهش دمای بدن او آغاز شد. با این حال، قبل از انجام این کار زیون دچار ایست قلبی شد و کادر پزشکی نتوانستند او را احیا کنند. دکتر واینستین به صورت تلفنی مرگ لیبی را به والدین او اطلاع داد.
زیون قبل از بستری شدن در بیمارستان یک داروی ضد افسردگی از گروه مهارکننده‌های MAO یعنی فنلزین مصرف می‌کرد. ترکیبی از آن و پتیدینی که پزشکان اورژانس به او داده بودند به ایجاد سندرم سروتونین کمک کرد؛ وضعیتی که منجر به افزایش بیقراری او شد. این امر باعث شد که لیبی لوله‌های داخل وریدی خود را بکشد و باعث شد دکتر واینستین به مهار فیزیکی او دستور دهد؛ که لیبی زیون نیز با آن مبارزه کرد. تقریباً پیش از به خواب رفتنش تب او به سطوح خطرناکی رسیده بود و بلافاصله پس از ایست قلبی درگذشت.
چندین سال طول کشید تا توافقی کلی در مورد علت مرگ او حاصل شود.
لیبی زیون (نوامبر ۱۹۶۵–۵ مارس ۱۹۸۴) دانشجوی سال اول کالج بنینگتون در ایالت ورمانت بود. او روزانه یک عدد داروی ضد افسردگی به نام فنلزین را تحت نظر پزشک مصرف می‌کرد. ابتدا کالبد شکافی بیمارستان آثار کوکائین را نشان داد، اما آزمایش‌های بعدی هیچ اثری را نشان ندادند. او دختر آقای سیدنی زیون (۲۰۰۹–۱۹۳۳) وکیل و نویسنده نیویورک تایمز بود. در آگهی ترحیم او در نیویورک تایمز، که یک روز پس از مرگش نوشته شد، آمده‌است که او در چند روز گذشته به بیماری شبه آنفولانزا مبتلا بوده‌است و همچنین آمده بود که او پس از بستری شدن در بیمارستان نیویورک، بر اثر ایست قلبی که علت آن مشخص نیست، درگذشت.